# 上小阿仁村
上小阿仁村（日语：／ Kamikoani mura */?）是位於日本秋田縣中部的村，隸屬於北秋田郡，也是縣內人口最少的行政區。小阿仁川流經村落中心並往北流，當地人口則集中在北部的平原地區。上小阿仁村在江戶時代作為宿場町和八郎潟東部運送稻米的物產中繼地而繁榮。當地也以秋田杉（日本柳杉）的天然林而聞名。

## 地理
上小阿仁村境內約92.7%的面積被山林與原野覆蓋，2.2%的土地為農業用地，其中72.9%的山林地帶為日本的國有林地。東部隔著姫岳和三枚平山與北秋田市接壤，西部坐落著赤倉山和馬場目岳，南邊隔著太平山與白子森和秋田市接壤。而轄區南部則位於太平山縣立自然公園的範圍內。發源於太平山的小阿仁川流經村落中心，在北邊與阿仁川匯流後注入米代川。堀内澤川、五反澤川、佛社川等河也流經村内。

### 氣候
根據統計，上小阿仁村的年均溫約10℃，年降雨量則約1700毫米。當地一年當中約有三分之一的時間被雪覆蓋，其中南部和東部的山區在冬季時的積雪深度高達2公尺，因此當地也被指定為特別豪雪地帶。

## 歷史
上小阿仁村在繩紋時代便有人類居住，位於村內的不動羅地區曾發掘出約4700年前的遺址。南北朝時代至戰國時代，當地由秋田氏統治。據說秋田氏的家臣嘉成三七在現今的小澤田地區興建七倉城，並支配小阿仁川一帶的地區。江戶時代，當地由田中氏和山田氏兩個肝煎（名主）共同治理，並作為往返久保田藩和阿仁礦山的宿場町、以及八郎潟東部運送稻米的物產中繼地而繁榮。
明治22年（1889年），日本實施町村制，並將境內的小澤田村、五反澤村、福館村、杉花村、堂川村、 佛社村、沖田面村、大林村與南澤村合併成現今的上小阿仁村。

## 行政
現任村長小林悅次於2024年11月在選舉中第2次成功連任，其任期將持續至2028年11月。

## 經濟
根據日本2015年的國勢調查統計，上小阿仁村的就業人口中約15.8%從事第一級產業，28.4%的就業人口從事第二級產業，其餘的55.8%則從事第三級産業。上小阿仁村的農業以生產稻米為主，其生產額約佔當地生產總額的77%。當地也生產腺齒越桔、櫛瓜、酸漿等農產品為主。

## 教育
上小阿仁村內設有上小阿仁小中學校，也是當地唯一的學校。

## 交通
國道285號由東北往西南穿越上小阿仁村的北部地區，為當地前往秋田市和大館市等地的重要交通路線。村內沒有鐵路通過，距離當地最近的車站是秋田內陸縱貫鐵道秋田內陸線的米內澤站。

## 姐妹城市
上小阿仁村與以下外國行政區為友好姐妹城市:
| 國家     | 城市             | 締結日期      |
| -------- | ---------------- | ------------- |
| 中華民國 | 萬巒鄉（屏東縣） | 1991年10月3日 |

## 外部連結
- 上小阿仁村 （页面存档备份，存于）